# Sarah Vaughan with Michel Legrand
| Оценки критиков                     | Оценки критиков |
| Источник                            | Оценка          |
| ----------------------------------- | --------------- |
| AllMusic                            | [ 1 ]           |
| Encyclopedia of Popular Music       | [ 2 ]           |
| The Rolling Stone Jazz Record Guide | [ 3 ]           |

Sarah Vaughan with Michel Legrand — студийный альбом американской певицы Сары Воан, выпущенный в 1972 году на лейбле Mainstream Records. Аранжировщиком альбома выступил Мишель Легран.
Десять песен на альбоме были написаны Леграном на стихи Алана и Мэрилин Бергман.
Легран получил награду за лучшую инструментальную аранжировку на 15-й церемонии премии «Грэмми» за песню «What Are You Doing the Rest of Your Life?».

## Отзывы критиков
Рецензент AllMusic Рон Уинн присудил альбому три звезды и написал, что альбом был «встречей, которая удалась лучше, чем кто-либо мог ожидать. Воан по-прежнему оставалась динамичной, харизматичной вокалисткой, в то время как Легран не заглушал и не ослаблял её пение, а эффективно поддерживал её по-своему». В журнале Billboard положительно оценили альбом, назвав его одним из самых лучших альбомов в карьере обоих исполнителей. Фил Гарленд из журнала Ebony отметил, что Воан, будучи профессионалом своего дела, смогла не потеряться в хитросплетениях аранжировок Леграна. Он также сравнил её голос c выдержанным вином, а альбом назвал «чудесным».

## Список композиций
Все тексты написаны Аланом и Мэрилин Бергман, вся музыка написана Мишелем Леграном.
| №  | Название                                      | Длительность |
| -- | --------------------------------------------- | ------------ |
| 1. | «The Summer Knows (Theme from Summer of '42)» | 3:03         |
| 2. | «What Are You Doing the Rest of Your Life?»   | 3:56         |
| 3. | «Once You’ve Been in Love»                    | 3:14         |
| 4. | «Hands of Time (Brian's Song)»                | 3:06         |
| 5. | «I Was Born in Love with You»                 | 3:08         |

| №                   | Название                     | Длительность |
| ------------------- | ---------------------------- | ------------ |
| 1.                  | «I Will Say Goodbye»         | 2:11         |
| 2.                  | «Summer Me, Winter Me»       | 2:47         |
| 3.                  | «His Eyes, Her Eyes»         | 3:23         |
| 4.                  | «Pieces of Dreams»           | 3:08         |
| 5.                  | «Blue, Green, Grey and Gone» | 4:15         |
| Общая длительность: | Общая длительность:          | 54:43        |

## Чарты
| Чарт (1972)         | Высшая позиция |
| ------------------- | -------------- |
| США (Billboard 200) | 173            |